# Alexander Shulgin

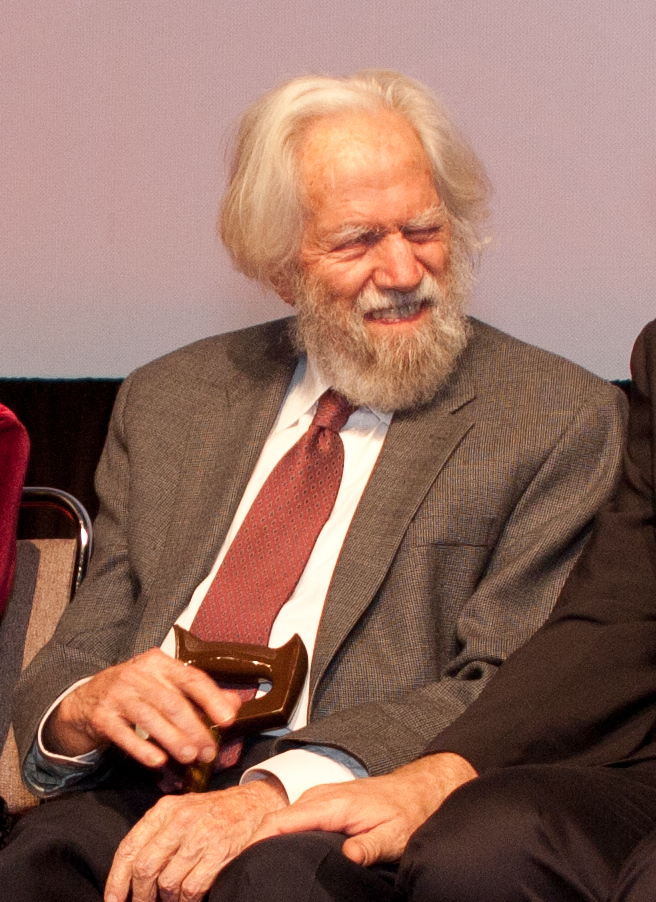
Dr. Alexander 'Sasha' Shulgin

Alexander "Sasha" Shulgin (Berkeley, 17 de junho de 1925 — 2 de junho de 2014) foi um farmacologista, químico e pesquisador de drogas russo-estadunidense.
Shulgin é creditado pela popularização do MDMA no final dos anos 70 e início dos anos 80, especialmente pelos seus usos em tratamentos psicofarmacêuticos e tratamento de depressão e desordem depressiva pós-traumática. Em anos subsequentes, Shulgin descobriu e sintetizou mais de 230 componentes psicoativos. Uma das descobertas notáveis de Shulgin é a 2C-B da família 2C. Em 1991 e 1997, ele e sua esposa Ann Shulgin escreveram os livros PiHKAL (Phenethylamines I Have Known And Loved: A Chemical Love Story) e TiHKAL (Triptamines I Have Known And Loved: A Chemical Love Story), ambos sobre substâncias psicoativas. Os seus dois livros fazem referência às duas grandes famílias de substâncias psicoativas nas quais ele criou, as fenetilaminas e as triptaminas.
Seu último livro publicado é intitulado "The Shulgin Index: Psychedelic Phenethylamines and Related Compounds", sendo lançado em maio de 2011 o primeiro volume com quase 811 páginas, com as receitas, efeitos e referências de cada substância psicoativa criada por ele.
Tendo trabalhado durante os seus últimos anos em sua casa em Lafayette, Califórnia. falece aos 88 anos de idade, a 2 de Junho de 2014, um dia após a sua esposa, Ann Shulgin, ter reportado no Facebook que Shulgin havia desenvolvido cancro no fígado. Embora de aparência fragilizada, os seus derradeiros momentos foram passados serenamente e sem dor. 

## Obras selecionadas
- com Wendy Perry. The Simple Plant Isoquinolines. Berkeley: Transform Press, 2002. ISBN 0-9630096-2-1
- com Ann Shulgin. "A New Vocabulary". In Robert Forte (ed.), Entheogens and the Future of Religion,  Berkeley: Council on Spiritual Practices, 1997. ISBN 1-889725-01-3
- com Ann Shulgin. Tihkal: The Continuation. Berkeley: Transform Press, 1997. ISBN 0-9630096-9-9
- com Ann Shulgin. Pihkal: A Chemical Love Story. Berkeley: Transform Press, 1991. ISBN 0-9630096-0-5
- Controlled Substances: Chemical & Legal Guide to Federal Drug Laws, Berkeley: Ronin Publishing, 1988. ISBN 0-914171-50-X
- "The Shulgin Index: Psychedelic Phenethylamines and Related Compounds", Berkeley: Transform Press, 2011 ISBN 0-963009-63-X